# Versailles
För andra betydelser, se Versailles (olika betydelser).

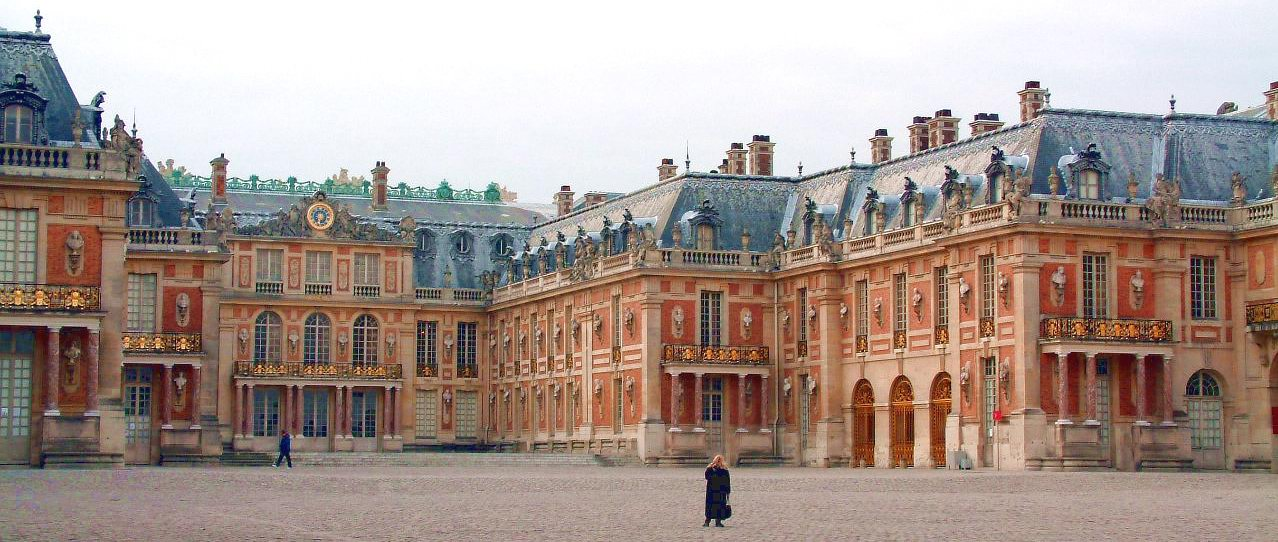
Slottet i Versailles

Versailles är en stad och kommun i departementet Yvelines i regionen Île-de-France i Frankrike, väster om Paris. Staden hade 83 918 invånare år 2022, en minskning från de 94 145 rekordåret 1975.
Staden är mest berömd för slottet i Versailles, som kung Ludvig XIV lät bygga och som utgör stadens välplanerade centrum. Där proklamerades det Tyska riket 1871 och undertecknades Versaillesfreden 1919. Slottet med slottsparken blev 1979 uppsatt på Unescos världsarvslista. Versailles var i praktiken Frankrikes huvudstad från 1682 till revolutionen 1789. Staden är fortfarande en viktig administrativ och rättslig centralort och är prefektur i departementet Yvelines.

## Ett maktcentrum
Versailles var kungariket Frankrikes inofficiella huvudstad från maj 1682, då Ludvig XIV lät flytta hovet och regeringen till Versailles, till september 1715, då Ludvig XIV dog och hans regim avlöstes av La Régence under Filip II flyttade tillbaka till Paris. År 1722 flyttade Ludvig XV tillbaka administrationen till Versailles där den kom att stanna till i oktober revolutionsåret 1789 då Paris invånare tvingade Ludvig XVI att flytta tillbaka regeringen till Paris. Under båda dess perioder förblev Paris Frankrikes officiella huvudstad, men i praktiken dirigerades alla politiska beslut från Versailles som allmänt betraktades som den verkliga huvudstaden.
Versailles var även Frankrikes inofficiella huvudstad från mars 1871, då regeringen tvingades fly undan Pariskommunen, till november 1879, då nyvalda vänsterpolitiker åter omlokaliserade regeringen och parlamentet till Paris.
Versailles blev 1790 prefektur i departementet Seine-et-Oise som då hade omkring 400 000 invånare. På 1960-talet hade Paris förorter vuxit så att departementet rymde nästan tre miljoner invånare, vilket gjorde det omöjligt att administrera. Departementet delades därför upp i tre mindre 1968. Versailles blev då huvudort i det nya departementet Yvelines som utgjorde huvuddelen av de gamla departementet. År 2014 hade Yvelines 1 421 670 invånare.
Versailles är också sätet för ett romerskt-katolskt biskopsdöme som skapades 1790 och lyder under ärkebiskopsdömet Paris.
1975 blev Versailles säte för en appellationsdomstol vars jurisdiktion omfattar Paris västra förorter. Sedan 1972 är Versailles en av Frankrikes utbildningsministeriums 26 académies, dvs den tillsyningsmyndighet som övervakar låg-, mellan- och högstadieskolorna i Paris västra förorter.
Versailles har av tradition haft en stark anknytning till Frankrikes armé, vilket fortfarande kan märkas genom närvaron av flera institutioner och militäranläggningen i Sartory.

## Geografi
Versailles ligger 17 kilometer sydväst om Paris centrum. Staden ligger på en platå 130–140 meter över havet (Paris ligger omkring 33 meter över havet) och omges av skogklädda kullar som Marly-le-Roi och Fausses-Reposes i norr och Sartory och Meudon i söder.
Kommunen Versailles har en area på 26,18 kvadratkilometer (en fjärdedel av hela Paris yta). År 1999 hade Versailles en befolkningstäthet på 3 275 invånare/kvadratkilometer (mot 20 164 för Paris).
Staden är en produkt av kungliga strävanden och Versailles består följaktligen av ett rationellt och symmetriskt gatunät vilket gjorde den till en modern västerländsk stad på 1700-talet. Versailles har bland annat fått tjäna som förlaga till Washington D.C. i USA.

## Historia
Namnet Versailles förekommer tidigast i medeltida dokument från 1038. I slutet av 1000-talet var staden en by centrerad kring en medeltida borg och kyrkan Saint Julien. Genom sitt jordbruk och med sitt strategiska läge på vägen från Paris till Dreux och Normandie, blomstrade samhället vilket i slutet av 1200-talet kulminerade i Ludvig IX:s regeringstid då norra Frankrike stod i utvecklingens centrum och de gotiska katedralerna började uppföras. Med 1300-talet kom digerdöden och hundraårskriget och när kriget äntligen var över på 1400-talet återstod av Versailles invånare endast hundra personer.
År 1561 blev Martial de Loménie herre över Versailles som då hade fem hundra invånare. Som före detta kunglig officer erhöll de Loménie tillstånd att arrangera fyra större marknader per år och en mindre varje torsdag.
År 1575 övergick Versailles i familjen Gondis händer. Under 1610-talet inbjöd de ofta den blivande Ludvig XIII till jaktturer i skogarna kring Versailles och 1622 blev skogsområden i området kungliga jaktdomäner. År 1624 köpte kungen mark i området och beordrade Philibert le Roy att uppföra ett mindre slott i sten och tegel med skiffertak. Den 10 november 1630 ägde i det lilla slottet avgörande händelser rum som slutade med att kardinal Richelieu utmanövrerade den populära kungamodern Maria av Medici och tog över styret av landet. År 1632 övertog den franske kungen hela området kring Versailles från familjen Gondi och de följande två åren byggdes slottet ut.

### Ludvig XIV
När den femårige Ludvig XIV ärvde den franska tronen 1643 hade Versailles omkring 1 000 invånare.
Tjugo år senare, då Ludvig XIV inledde sin självständiga regeringstid, började han visa intresse för Versailles. Idén att lämna Paris hade följt kungen sedan han som barn hade följt upproren i staden från Louvren. Ludvig XIV beordrade sin arkitekt Louis Le Vau och landskapsarkitekten André Le Nôtre att förvandla faderns slott och den omkringliggande parken till ett residens som kunde rymma hela hovet. Efter freden i Nijmegen 1678 beslutade kungen att hovet och regeringen permanent skulle flyttas till Versailles, vilket skedde 6 maj 1682.
Samtidigt började en ny stad ta form i enlighet med kungens sinnrika dekret från 22 maj 1671 som stipulerade att vem som helst, gratis kunde göra anspråk på en tomt i Versailles under två förutsättningar:
1. erläggandet av den årliga markskatten på fem sols per plogland
2. en byggnad skulle uppföras på tomten i enlighet med de planer som upprättats av Surintendant des Bâtiments du Roi (slottsarkitekt).

Utifrån dessa förutsättningar uppfördes en stad symmetriskt längs med Avenue de Paris som utgick från slottets entré. Inga byggnader i den nya staden fick vara högre än Marmorgården vid ingången till slottet. Eftersom förgården ligger på den kulle som dominerar staden kunde inga andra byggnader skymma utsikten från slottet. Hela den gamla byn och kyrkan Saint Julien med den revs för att ge plats åt alla de nya administrativa byggnader som behövdes för hovets dagliga verksamhet. På var sin sida om Avenue de Paris byggdes de två nya förstäderna Notre-Dame och Saint-Louis som båda fick nya, stora kyrkor, marknadsplatser, aristokratiska palats – allt helt enligt de kungliga direktiven. Versailles var en enorm byggarbetsplats under många år eftersom alla som behövde befinna sig nära den politiska makten en efter en flyttade till staden. När Solkungen dog 1715 hade Versailles växt till en stad med omkring 30 000 invånare.
När Ludvig XV lät flytta tillbaka hovet till Versailles hade staden 24 000 invånare och under hans regeringstid växte staden ytterligare. Versailles var centrum i Europas mäktigaste kungarike och aristokrater från hela kontinenten beundrade arkitekturen och de trender som kom från slottet. Inom kort övergavs den strikta byggnadsplanen och de tomter som en gång hade skänkts gratis blev nu föremål för vild spekulation. År 1744 hade Versailles 37 000 invånare. Under Ludvig XV och Ludvig XVI blev byggnaderna större och staden förändrades. Ludvig XV lät uppföra krigs- och utrikes- och marinministerier i staden. År 1789 hade Versailles till slut 50 000 invånare, vilket gjorde den till Frankrikes tredje eller fjärde största stad och en av de största städerna i Europa.

### Revolutionen
Som maktens boning blev Versailles förstås också den franska revolutionens vagga. Generalständerna mötes i Versailles 5 maj 1789. Den 20 juni svor tredje ståndet bollhuseden och 4 augusti olagligförklarade nationalförsamlingen feodalismen. 5–6 oktober stormade en folkmassa från Paris slottet och tvingade kungen att flytta till Paris. När Nationalförsamlingen följde i kungens hälar strax därefter förlorade Versailles sin roll som huvudstad.
1824 hade antal invånare sjunkit till 28 000 och under revolutionen berövades slottet på allt sitt möblemang och prål. Napoleon I tillbringade endast en natt i slottet innan även han övergav det för gott. Ludvig Filip räddade slottet från att förvandlas till en ruin genom att 1837 omvandla det till ett nationellt museum tillägnat ”all Frankrikes ära”. Versailles hade vid denna tid blivit ett törnrosaslott vartill nostalgiska monarkister vallfärdade.

### 1870-talet

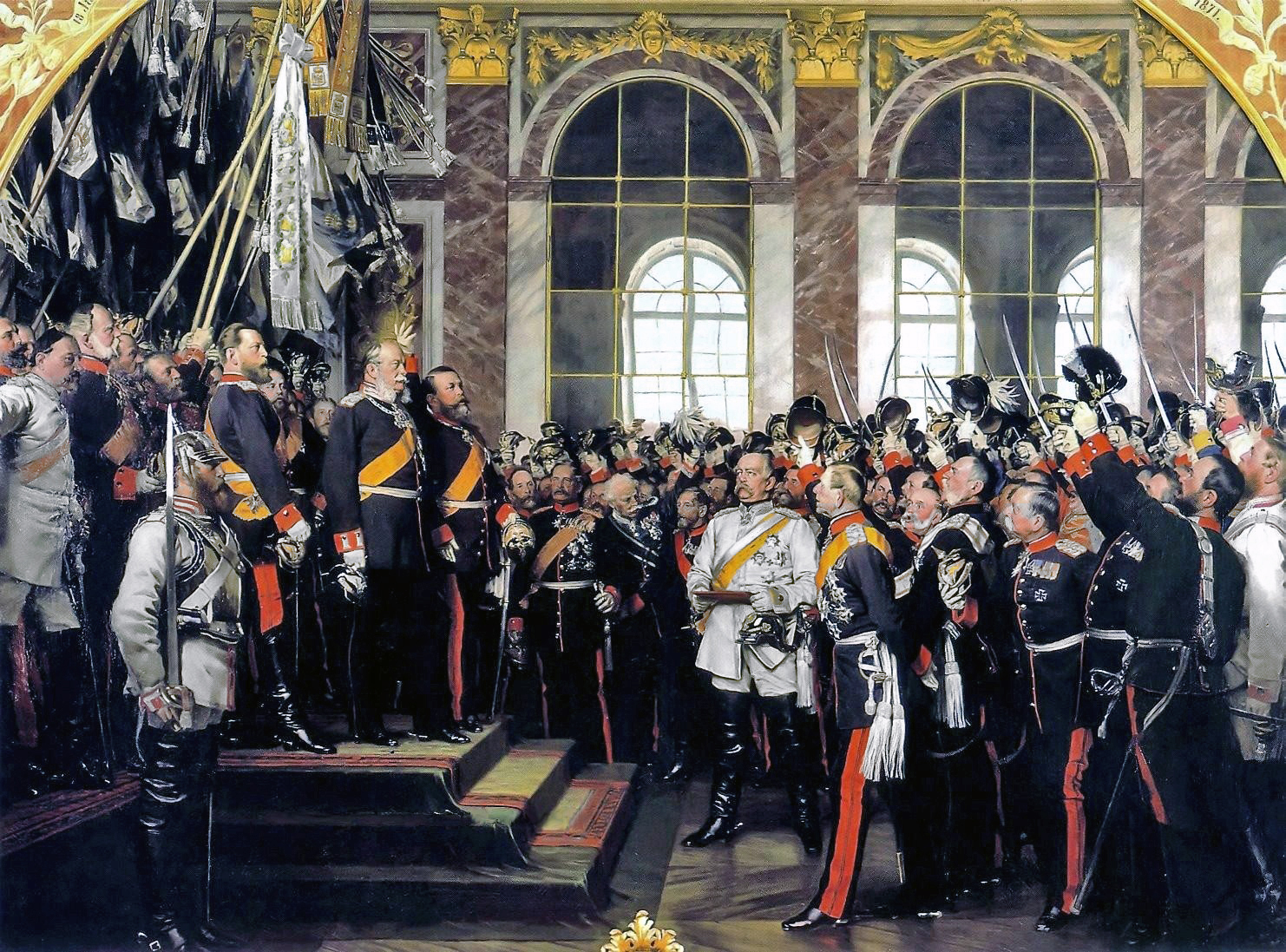
Wilhelm I utropas till tysk kejsare i Spegelsalen. Målning av Anton von Werner.

Med det fransk-tyska kriget 1870 hamnade Versailles åter i rampljuset. Den 18 januari 1871 lät Wilhelm I utropa sig till tysk kejsare i Spegelgalleriet (spegelsalen) som ett sätt att hämnas Ludvig XIV:s erövringar två sekler tidigare.
I mars samma år tvingades den franska regeringen under Adolphe Thiers att ta sin tillflykt i slottet undan Pariskommunen. Upproret slog ned från Versailles och därefter stannade både regeringen och parlamentet i staden. Man diskuterade till och med att låta båda institutionerna permanent flytta till Versailles för att slippa problem med den revolutionära huvudstaden i fortsättningen. Monarkin var nära att åter restaureras 1873 och då var Versailles återigen ett politiskt centrum som surrade av rykten. Emellertid vann vänsteranhängare flera val och besegrade monarkisterna. I november 1879 beslutade man slutligen att flytta tillbaka regeringen till Paris. Sedan dess har Versailles inte varit Frankrikes huvudstad. Dock använder det franska parlamentet fortfarande en stor byggnad i anslutning till slottet då författningsändringar ska diskuteras.

### 1900-talet
Först 1901 hade Versailles återfått lika många invånare som för 1790 – 54 982 invånare. Efter första världskriget hamnade åter staden i händelsernas centrum då flera fördrag förhandlades fram och undertecknades i staden (se Versaillesfreden). Efter första världskriget har hela Parisregionen genomgått en mycket kraftig befolkningsökning och Versailles utgör idag en av Paris förorter och ett lokalt centrum för de västra förorterna.
Versailles centrum har fortfarande kvar sin borgerliga prägel men medelklass har flyttat in kring järnvägsstationen och i stadens utkanter. Dock förblir staden uppdelad i flera mindre stadsbildningar som mer eller mindre tycks ignorera varandra. Versailles har utmärkta tågförbindelser med Paris centrum och är en exklusiv förort. Något industriellt centrum har staden aldrig varit även om den rymmer kemi- och livsmedelsindustri. Versailles huvudsakliga sysselsättningar förblir offentlig administration, turism, kongresser och festivaler.

## Befolkningsutveckling
Antalet invånare i kommunen Versailles
| Referens: INSEE |

## Utbildning
- Institut supérieur international du parfum, de la cosmétique et de l'aromatique alimentaire
- Versailles universitet grundades 1991.